# Woodburytipia

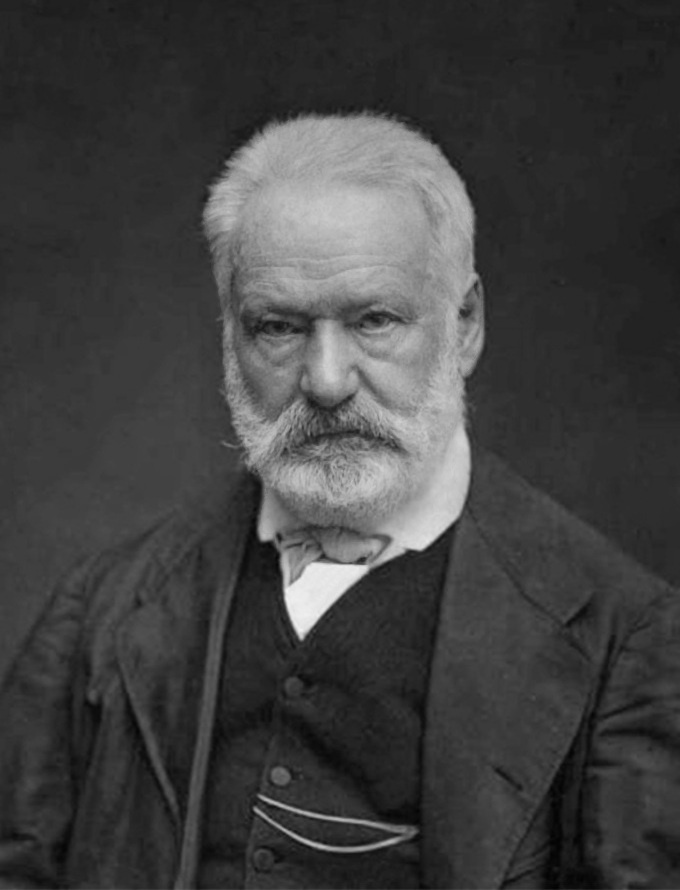
Victor Hugo fotografiado por Étienne Carjat, c. 1880, woodburytipo.

La woodburytipia (photoglyptie en francés y woodburytype en inglés), también conocida como fotogliptia, es un proceso de impresión fotomecánica creado en 1864 por Walter Bentley Woodbury que se utilizaba en la impresión de libros de ilustraciones y fotografías hasta 1900.
Está basado en el descubrimiento de Alphonse Poitevin de la capacidad de la gelatina, cuando se ha sensibilizado a la luz mediante un dicromato, de ser insoluble en agua después de la exposición a la luz solar, o a los rayos ultravioletas, proceso que algunos autores han denominado «helioplastia». Una vez expuesta la placa bicromatada por contacto con el negativo, se lava con agua caliente y se deja secar. La placa queda con cierto relieve y entonces se presiona sobre una lámina de plomo con una presión de 350 kp/cm², obteniéndose la plancha de impresión, que consiste en un molde en la que las partes oscuras tienen más profundidad. Finalmente se añade gelatina pigmentada a ese molde y se presiona sobre un papel, con lo que se consigue la copia. Con la plancha se pueden realizar numerosas copias, pero se trata de un proceso lento de impresión, por lo que, a pesar de proporcionar gran calidad en los valores, se abandonó a principios del siglo XX.